# Akhtar Mansoor
Mulá Akhtar Mansoor (possivelmente nascido em 1968 - morto em 21 de maio de 2016) foi o líder da organização jihadista Taliban depois da morte de Mulá Omar. Foi anteriormente Ministro da Aviação Civil no Afeganistão liderado pelos talibãs. Mansoor foi nomeado vice de Mulá Omar em 2010. Acredita-se estar em seus 50 anos a partir de 2015, e ser do sul do Afeganistão, perto de Kandahar.
Segundo autoridades americanas e paquistanesas, Mansoor foi morto em um ataque aéreo dos Estados Unidos em maio de 2016, após ficar apenas um ano no comando do Talibã.